# كارسون ميلر
كارسون ميلر (بالإنجليزية: Carson Miller)‏ هو دراج أمريكي، ولد في 9 يناير 1989 في سياتل في الولايات المتحدة.

## وصلات خارجية
- كارسون ميلر على موقع الاتحاد الدولي للدراجات (الإنجليزية)
- كارسون ميلر على موقع أرشيف الدراجات (الإنجليزية)
- كارسون ميلر على موقع إحصائيات الدراجات الإحترافية (الإنجليزية)